# Tony Moore
Michael Anthony "Tony" Moore es un historietista estadounidense, conocido por su trabajo en géneros como el Horror y la Ciencia Ficción con títulos como The Walking Dead, Fear Agent y The Exterminators.

## Carrera
Estudió dibujo, pintura y Técnicas de impresión en la Universidad de Louisville mientras trabajaba en Battle Pope, aunque dejó sus estudios antes de obtener su título, para realizar su carrera como historietista, cuando a él y a Robert Kirkman les pidieron realizar un trabajo para Masters of the Universe de Mattel. Un breve tiempo después, lanzaron Brit  y The Walking Dead para Image Comics. Aunque Moore dejó de trabajar como artista para The Walking Dead en el número N.º 6, continuó contribuyendo a la serie como artista de portada hasta el número N.º 24 y también para los primeros cuatro volúmenes de la serie. 
Fue nominado para dos Eisner Award por su trabajo en The Walking Dead, (En el 2004 como "Mejor serie Nueva", y en el 2005 como Mejor Artista de Portada.)
Desde entonces Moore ha continuado su trabajo como cocreador de las series, The Exterminators con Simon Oliver en DC/Vertigo, y Fear Agent con Rick Remender en Dark Horse Comics, y ha contribuido con las portadas de numerosos títulos, incluyendo The Amory Wars de Claudio Sanchez y Spookshow International de Rob Zombie. También contribuyó a los títulos de Marvel Comics, Ghost Rider (con Jason Aaron), y Punisher (con Rick Remender). También ha sido confirmado como artista para la serie Venom de 2010-2012, también con Rick Remender.